# Ma đói

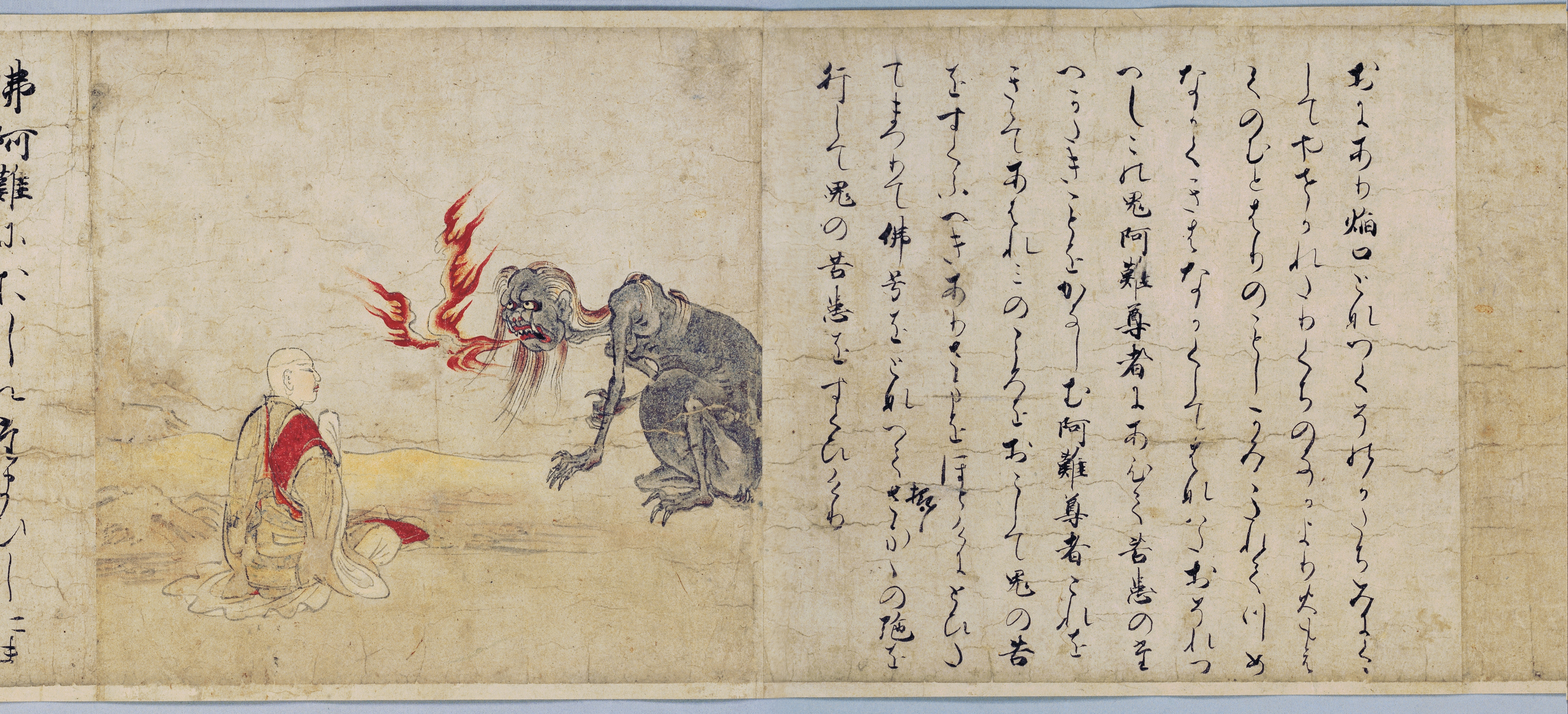
Con ma đói đến xin một thầy tu một đĩa cơm chay

Ma đói hoặc cô hồn (孤魂, "hồn ma cô độc"), vong linh (亡霊) hoặc còn biết đến với tên gọi ngạ quỷ hay dã quỷ (餓鬼) hay quỷ đói, âm hồn, dạ quỷ, tội hồn cách gọi của dân gian chỉ về những con ma hay những vong hồn phiêu dạt không nơi nương tựa, không người thờ cúng hoặc chết vì đói, khát, bệnh tật mà theo quan niệm tại một số quốc gia thì các cô hồn không (hoặc chưa) được cõi nào tiếp nhận, những vong hồn vật vờ, không có ai là thân nhân trên trần gian cúng bái. Các con ma đói này phải lang thang và chịu đói rét, hoặc quấy rối người sống để kiếm miếng ăn. Và nhiều người phải cúng cô hồn trong rằm tháng Bảy (Tết Trung nguyên) do người ta tin rằng, trong suốt tháng 7 và đặc biệt vào ngày Rằm tháng 7, những vong hồn từ dưới âm phủ, gồm cả vong hồn của tổ tiên và những cô hồn phiêu dạt sẽ từ dưới địa phủ quay về dương thế.
Theo Phật Giáo, Ngạ Quỷ (Preta trong tiếng Phạn) là một trong sáu đường luân hồi (Địa ngục, Ngạ quỷ, Súc sinh, A tu la, Người, Trời). “Ngạ” có nghĩa là đói khát, “Quỷ” chỉ loài ma quỷ. Như vậy, Ngạ Quỷ được hiểu đơn giản là loài quỷ đói khát, luôn chịu sự dày vò của cơn đói khát triền miên, không bao giờ thỏa mãn.
Trong văn hóa dân gian Việt Nam, hình ảnh Ngạ Quỷ được thể hiện qua nhiều câu chuyện truyền miệng, tranh vẽ, lễ hội và tín ngưỡng. Ngạ Quỷ thường được mô tả với hình dáng gầy gò, bụng to, cổ nhỏ như sợi chỉ, miệng bé như lỗ kim, tượng trưng cho sự thèm khát vô độ và không thể thỏa mãn. Họ là những linh hồn bất hạnh, bị đọa lạc vào cõi khổ đau vì những nghiệp xấu đã gây ra trong quá khứ.
Ngày nay, đôi khi người ta còn dùng từ cô hồn dùng để chỉ về những người phu đào huyệt, lấy việc tiễn đưa người chết làm cuộc mưu sinh, để cải thiện bữa cơm thường nhật. Nhiều người gọi họ là những cô hồn sống, quanh năm suốt tháng chỉ biết bám víu vào người chết sinh tồn.